# 寅次郎的故事27 浪花之恋
《寅次郎的故事27 浪花之恋》（日語：男はつらいよ 浪花の恋の寅次郎）是一部1981年上映的日本喜剧电影，亦是《寅次郎的故事系列》的第二十七部剧场版作品。由山田洋次导演，渥美清、倍赏千惠子、前田吟、下条正巳、三崎千惠子及松坂庆子等等主演。于1981年8月8日上映。
该电影荣获第5届日本电影金像奖、第24届蓝丝带奖及第6届报知电影奖的最佳女主角奖。而渥美清在第5届日本电影金像奖获得最佳男主角奖的提名奖项。

## 劇情簡介
寅次郎返回到柴又，叔叔的態度出奇地友善。至於鄰居章魚廠老闆正面臨破產，在一個晚上無故失踪。當眾人以為他去自殺而拼命尋找他時，章魚廠老闆突然出現，寅次郎與家人爭論後又離開。在瀨戶內海一個小島上，寅次郎結識了回來拜祭祖母的阿文。後來寅次郎到大阪，再次遇上阿文，原來阿文是一名藝妓。言談間，阿文透露自己有個失散多年的弟弟，寅次郎鼓勵阿文尋回弟弟。寅次郎陪同阿文到弟弟的工作地方時，方知弟弟於一個月前心臟病突發過身。寅次郎在柴又思念著阿文，阿文突然來訪，告知眾人她將要結婚，並準備與丈夫在小島開一間小壽司店。寅次郎感情又再次落空。

## 主要演员
- 车寅次郎：渥美清
- 诹访樱：倍赏千惠子
- 滨田文：松坂庆子
- 车龙造：下条正巳
- 车つね：三崎千惠子
- 诹访博：前田吟
- 桂梅太郎：太宰久雄
- 源公：佐藤蛾次郎
- 诹访满男：吉冈秀隆
- 文的丈夫：齐藤洋介
- 艺妓：正司照江
- 艺妓：正司花江
- 虎屋的客人：关敬六
- 酒店的老人：笑福亭松鹤
- 吉田：冷泉公裕
- 信子：牧野佐代子
- 主任：大村崑
- 御前样：笠智众
- 喜介：芦屋雁之助

## 奖项
- 第5届日本电影金像奖之最佳女主角奖／松坂庆子
- 第36届毎日电影奖之女演员演技奖／倍赏千惠子
- 第24届蓝丝带奖之女主角奖／松坂庆子
- 第6届报知电影奖之最佳女主角奖／松坂庆子

### 英文
- . 英国电影协会.   [2014-02-21]. （原始内容存档于2014-02-26） （英语）.
- . Complete Index to World Film.   [2014-02-21]. （原始内容存档于2014-02-25） （英语）.
- 互联网电影数据库（IMDb）上《Otoko wa tsurai yo: Naniwa no koi no Torajirô (1981)》的资料（英文）
- Galbraith IV, Stuart. . DVD Talk. 2006-08-11  [2014-02-21]. （原始内容存档于2014-02-28） （英语）.

### 德文
- . www.molodezhnaja.ch.   [2014-02-21]. （原始内容存档于2013-05-20） （德语）.

### 日文
- . www.allcinema.net.   [2014-02-21]. （原始内容存档于2013-12-07） （日语）.
- . 日本电影院数据库（日本文化厅）.   [2014-02-21]. （原始内容存档于2014-02-26） （日语）. 外部链接存在于|publisher= (帮助)
- . 日本电影数据库.   [2014-02-21]. （原始内容存档于2013-11-05） （日语）.
- . 电影旬报.   [2014-02-21]. （原始内容存档于2012-03-21） （日语）.

### 中文
- . 豆瓣电影.   [2014-02-21]. （原始内容存档于2014-02-26）.